# Midtfjella
Die Midtfjella (norwegisch für Mittleres Gebirge) ist eine Gebirgsgruppe im ostantarktischen Königin-Maud-Land. Sie liegt im Zentrum des Mühlig-Hofmann-Gebirges.
Wissenschaftler des Norwegischen Polarinstituts benannten sie 2017 nach ihrer geografischen Lage.